# Canton de Neung-sur-Beuvron
Le canton de Neung-sur-Beuvron est un ancien canton français située dans le département de Loir-et-Cher et la région Centre.

## Géographie
Ce canton était organisé autour de Neung-sur-Beuvron dans l'arrondissement de Romorantin-Lanthenay. Son altitude variait de 77 m (Thoury) à 136 m (La Marolle-en-Sologne) pour une altitude moyenne de 104 m.

## Représentation

### Conseillers d'arrondissement (de 1833 à 1940)
| Période                                  | Période          | Identité                                        | Étiquette   | Qualité |
| ---------------------------------------- | ---------------- | ----------------------------------------------- | ----------- | --- |
| 1833                                     | 1845             | André Michel Garnier                            |             | Propriétaire, maire de Neung-sur-Beuvron                                                                    |
| 1845                                     | 1850             | Charles Jean Pierre Martin-Martinet (1793-1869) |             | Fabricant de draps, rentier, maire de Montrieux-en-Sologne                                                  |
| 1850                                     | 1855             | M. Porcher-Vernouillet                          |             | Propriétaire à Neung-sur-Beuvron                                                                            |
| 1855                                     | 1869             | Léonidas Cadet-Devaux (de Vaux)                 |             | Propriétaire, maire de Neung-sur-Beuvron                                                                    |
|                                          |                  |                                                 |             | |
| 1871                                     | 1889             | Paul Payen                                      |             | Propriétaire, maire de Montrieux                                                                            |
| 1889                                     | 1895             | René Lepecq de La Closture (1857-1899)          |             | Propriétaire du château du Chéreau, maire de Montrieux                                                      |
| 1895                                     | 1899 (démission) | Pierre Pichery                                  | Républicain | Propriétaire du domaine de Bonneville, maire de Villeny (1900-1935)                                         |
| 1899                                     | 1904             | Hubert Simon-Thierry                            |             | Maire de Dhuizon                                                                                            |
| 1904                                     | 1929 (décès)     | Joseph Couraux                                  | Rad.        | Maire de La Ferté-Saint-Cyr, Président du Conseil d'arrondissement                                          |
| 1929                                     | 1940             | Marcel Montprofit                               | Rad.        | Maire de Dhuizon, Président du Conseil d'arrondissement                                                     |
| 1940                                     |                  |                                                 |             | Les conseils d'arrondissement ont été suspendus par la loi du 12 octobre 1940 et n'ont jamais été réactivés |
| Les données manquantes sont à compléter. |                  |                                                 |             | |

### Conseillers généraux de 1833 à 2015
| Période | Période      | Identité                                               | Étiquette             | Qualité |
| ------- | ------------ | ------------------------------------------------------ | --------------------- | --- |
| 1833    | 1850 (décès) | Augustin Louis Berthereau de la Giraudière (1772-1850) |                       | Officier d'infanterie puis de cavalerie Propriétaire du château de la Giraudière (les Ormes) Maire de Villeny (1804-1850)                                                                |
| 1850    | 1869 (décès) | Charles Martin de Courbanton dit Martin-Martinet       |                       | Fabricant de draps, propriétaire rentier Maire de Montrieux-en-Sologne (1840-1869), conseiller d'arrondissement                                                                          |
| 1869    | 1899 (décès) | Léonidas Cadet de Vaux                                 | Républicain           | Docteur en droit, avocat à Bourges, puis magistrat à Romorantin Maire de Neung-sur-Beuvron (1854-1899), conseiller d'arrondissement                                                      |
| 1899    | 1940         | Pierre Pichery                                         | Républicain puis Rad. | Propriétaire du domaine de Bonneville Maire de Villeny (1900-1935), conseiller d'arrondissement Président du Conseil général (1909 et 1920-1931) Député (1902-1920) Sénateur (1920-1941) |
|         |              |                                                        |                       | |
| 1945    | 1955         | Robert Le Guyon                                        | Rad.-RGR              | Professeur agrégé de médecine Sénateur (1948-1955) |
| 1955    | 1992         | Charles Quenet                                         | RI puis UDF           | Entrepreneur de maçonnerie Maire de Neung-sur-Beuvron (1953-1989) |
| 1992    | 1998         | Pierre Foucher                                         | UDF                   | Entrepreneur de maçonnerie Maire de Dhuizon (1971-1983 et 1989-2001) |
| 1998    | 2015         | Claude Beaufils                                        | RPR puis UMP          | Industriel Maire de Montrieux-en-Sologne (1989-2000) Conseiller régional depuis 2010 |

## Composition
Le canton de Neung-sur-Beuvron, d'une superficie de 276 km2, était composé de huit communes
.
| Nom                   | Code Insee | Intercommunalité            | Superficie (km2) | Population (dernière pop. légale) | Densité (hab./km2) |
| --------------------- | ---------- | --------------------------- | ---------------- | --------------------------------- | ------------------ |
| Dhuizon               | 41074      | CC de la Sologne des Étangs | 43,34            | 1 248 (2014)                      | 29                 |
| La Ferté-Beauharnais  | 41083      | CC de la Sologne des Étangs | 2,42             | 515 (2014)                        | 213                |
| La Ferté-Saint-Cyr    | 41085      | CC du Grand Chambord        | 57,93            | 1 055 (2014)                      | 18                 |
| La Marolle-en-Sologne | 41127      | CC de la Sologne des Étangs | 25,24            | 410 (2014)                        | 16                 |
| Montrieux-en-Sologne  | 41152      | CC de la Sologne des Étangs | 34,11            | 671 (2014)                        | 20                 |
| Neung-sur-Beuvron     | 41159      | CC de la Sologne des Étangs | 63,00            | 1 222 (2014)                      | 19                 |
| Thoury                | 41260      | CC du Grand Chambord        | 15,76            | 419 (2014)                        | 27                 |
| Villeny               | 41285      | CC de la Sologne des Étangs | 33,98            | 486 (2014)                        | 14                 |

## Démographie

### Évolution démographique
| 1962  | 1968  | 1975  | 1982  | 1990  | 1999  | 2006  | 2011  | 2012  |
| ----- | ----- | ----- | ----- | ----- | ----- | ----- | ----- | ----- |
| 5 406 | 5 404 | 5 085 | 5 010 | 5 087 | 5 273 | 5 726 | 6 039 | 6 029 |

### Âge de la population
La pyramide des âges, à savoir la répartition par sexe et âge de la population, du canton de Neung-sur-Beuvron en 2009 ainsi que, comparativement, celle du département de Loir-et-Cher la même année sont représentées avec les graphiques ci-dessous.
La population du canton comporte 49,3 % d'hommes et 50,7 % de femmes. Elle présente en 2009 une structure par grands groupes d'âge légèrement plus âgée que celle de la France métropolitaine. 
Il existe en effet 80 jeunes de moins de 20 ans pour cent personnes de plus de 60 ans, alors que pour la France l'indice de jeunesse, qui est égal à la division de la part des moins de 20 ans par la part des plus de 60 ans, est de 1,06. L'indice de jeunesse du canton est également inférieur à celui  du département (0,83) et à celui de la région (0,95).
| Hommes | Classe d’âge | Femmes |
| ------ | ------------ | ------ |
| 0,4    | 90 ans ou +  | 1,7    |
| 9,3    | 75 à 89 ans  | 12,6   |
| 16,2   | 60 à 74 ans  | 16,7   |
| 20,7   | 45 à 59 ans  | 18,8   |
| 20,4   | 30 à 44 ans  | 19,8   |
| 13,3   | 15 à 29 ans  | 13,3   |
| 19,7   | 0 à 14 ans   | 17,1   |

| Hommes | Classe d’âge | Femmes |
| ------ | ------------ | ------ |
| 0,5    | 90 ans ou +  | 1,5    |
| 8,8    | 75 à 89 ans  | 12,1   |
| 15,4   | 60 à 74 ans  | 16,1   |
| 21,2   | 45 à 59 ans  | 20,5   |
| 19,6   | 30 à 44 ans  | 18,7   |
| 15,9   | 15 à 29 ans  | 14,3   |
| 18,6   | 0 à 14 ans   | 16,8   |